# Luis de Onís
Luis de Onís González Vara (Cantalapiedra, província de Salamanca, 21 de juny de 1762 - Madrid, 27 de maig de 1827) va ser un diplomàtic espanyol, ministre plenipotenciari d'Espanya a Washington de 1809 a 1819. Va negociar la cessió de la Florida als Estats Units i els límits entre aquest país i Nova Espanya, mitjançant el document que porta el seu nom, Tractat d'Adams-Onís. Va ser Senyor de la Vila de Rayaces.

## Biografia
Després d'estudiar a la Universitat de Salamanca, va passar a la legació espanyola a Dresden, al costat del seu oncle José. Va arribar a ser secretari i encarregat de negocis d'aquesta, visitant tota la Europa central, especialment les corts de Berlín i Viena. El 1798 va tornar a Espanya, ingressant en la Secretaria d'Estat, i va participar activament en la introducció de la vacuna a Espanya i a les colònies. En 1808 va acompanyar a Ferran VII a Baiona, oposant-se a l'abdicació del rei. Per això, va ser empresonat a França, encara que va aconseguir escapar de la presó. Va retornar a Espanya i es va posar al servei de la Junta de Defensa durant la Guerra del francès.
En 1809 va ser designat ministre plenipotenciari als Estats Units d'Amèrica. El govern dels Estats Units no va concedir el plàcet al ministre plenipotenciari fins a l'any 1814, adduint com a raó l'estat de guerra en què es trobava Espanya en aquest moment; durant aquests anys el ministre va publicar diversos fullets crítics cap al govern dels Estats Units sota el pseudònim Verus. Ja exercint el càrrec per al qual havia estat designat, Onís va advertir al llavors Virrei de la Nova Espanya, Francisco Javier Venegas de Saavedra, de les intencions expansionistes del seu veí del nord. Durant la Guerra d'Independència de Mèxic va mantenir una xarxa d'espies al nord per a prevenir el contacte dels rebels amb potencials aliats als Estats Units. Aquesta xarxa va ser especialment activa en la lluita contra el denominat "cors insurgent hispanoamericà", corsaris, en la seva majoria estatunidencs, que es posaven al servei de les naixents repúbliques de l'Amèrica Hispana.
L'1 d'octubre de 1817, l'Ajuntament de Salamanca el va nomenar regidor perpetu de la ciutat.
En 1819, Luis de Onís va ser el negociador juntament amb John Quincy Adams, llavors secretari d'Estat dels Estats Units, del Tractat Adams-Onís per mitjà del qual Espanya i els Estats Units van estabilitzar les fronteres. Aquest mateix any va ser designat ambaixador a Nàpols.
En 1821 va ser nomenat ambaixador a Londres i el 1822 li va ser concedit el retir. Després de l'entrada dels Cent Mil Fills de Sant Lluís, es va exiliar, residint a París i Londres.
Va escriure la Memoria de las negociaciones entre España y los Estados Unidos que dieron motivo al tratado de 1819 (Madrid, 1820).

## Títols
- Cavaller gran creu de l'Orde d'Isabel la Catòlica.[1][4][5]
- Cavaller de l'Orde de Carles III.[1][5]
- Condecorat amb la Decoració de Lis.[1]